# Viktor Kingissepp
Viktor Kingissepp, född 12 mars (24 mars) 1888 i Kaarma kommun på Ösel, död 4 maj 1922 i Tallinn, var en politiker och partiledare för Estlands kommunistiska parti.
Kingissepp genomgick gymnasiet i Kuressaare och var redan under skoltid delaktig i hemliga litterära cirklar med fokus på marxism. År 1906 påbörjade han sina studier i matematik och fysik vid Sankt Petersburgs universitet. Han tillhörde Rysslands socialdemokratiska partis estniska avdelning i Petersburg. Under en mellanperiod bodde han i Moskva, innan han fortsatte sin utbildning i Petersburg 1910, denna gång studerade han romanska och germanska språk.
Kingissepp var en av centralgestalterna under oktoberrevolutionen 1917 i Estland. Den estniska revolutionära rådet (estniska: Eestimaa Sõja-Revolutsioonikomitee) förklarade sig som Estlands nya makthavare, avpolletterade guvernementkommissarien Jaan Poska och upplöste parlamentet.
Detta blev en parentes, eftersom andra partier hade för avsikt att förklara Estlands oberoende från Ryssland. Självständighetsförklaringen kom den 24 februari 1918, varefter Konstantin Päts blev regeringschef. Kingissepp satte sig i ledningen av motståndet mot den nya regeringen i mars månad. Estlands kommunistparti förbjöds, varefter kommunisterna verkade under Kominterns estniska avdelning under 1920-talet. Kingissepp arresterades av den estländska säkerhetspolisen Kaitsepolitseiamet den 1 maj 1922 och avrättades några dagar senare utan rättegång, anklagad för förräderi. 
Den bolsjevikryska regeringen döpte om staden Jamburg till Kingisepp för att hedra honom. Under sovjettiden efter andra världskriget döptes staden Kuressaare om till Kingissepa 1952, men fick tillbaka sitt gamla namn 1988.
Kingissepps son Sergei Kingissepp verkade senare inom NKVD, men avled under evakueringen av Tallinn 1941.